# Mahanaim
Mahanaim (in ebraico: מַחֲניִם che significa “due accampamenti”) è un luogo menzionato più volte dalla Bibbia che lo descrive come un sito vicino a Jabbok, oltre il fiume Giordano.
Sebbene siano stati identificati due possibili siti, la posizione precisa di Mahanaim è molto incerta. Il più ampiamente accettato dei siti proposti si trova a circa 16 km a est del fiume Giordano. Un luogo possibile è tell edh-Dhahab el-Gharb, tell gemello occidentale di Tulul adh-Dhahab. Era localizzata nella regione di Jabesh-Galaad.

## Resoconto biblico
La prima menzione di Mahanaim si trova nel Libro della Genesi come il luogo in cui Giacobbe, di ritorno da Padan-Aram a sud di Canaan, ebbe una visione di angeli (Genesi 32:2). Credendo che fosse "l'accampamento di Dio", Giacobbe nomina il luogo Mahanaim (in ebraico: "Due campi" o "Due compagnie") per commemorare l'evento della sua compagine che condivide il posto con quella di Dio. Più avanti nella storia, Giacobbe è mosso dalla paura all'avvicinarsi di suo fratello Esaù e divide il suo seguito in due schiere (due compagnie), da cui il nome della città.
Secondo Giosuè 13:26–30, Giosuè 21:38 e 1 Cronache 6:80, Mahanaim divenne una città levitica, essendo stata situata al confine meridionale di Bašan fino alla conquista di Canaan da parte degli Israeliti.
Intorno all'inizio della Monarchia Unita, la città era una roccaforte che era stata adattata per servire da santuario per importanti fuggitivi (2 Samuele 18:2); la narrazione afferma che dopo la morte del re Saul, Abner, il comandante del suo esercito, stabilì il figlio di Saul Is-Bosheth, a Mahanaim come re d'Israele (2 Samuele 2:8).
Mahanaim è il luogo in cui re Davide trovò rifugio presso un uomo di nome Barzillai, prima di radunare le forze per combattere contro l’esercito del figlio Assalonne. È anche il luogo in cui fu informato della vittoria e della morte del figlio.
La danza di Mahanaim è menzionata in Cantico dei Cantici 6:13.

## Analisi storica
Secondo l’egittologo Gaston Maspero (The Struggle of the Nations, p. 773), Mahanaim era tra le città saccheggiate dal re d’Egitto Sisach durante la sua invasione (1 Re 14:25) del territorio israelitico Anche Champolion, Roselini e Wallis Budge concordano con questa tesi, identificando Ma'hanema' con Mahanaim. Non vi è alcun riferimento successivo alla città negli annali, e non è improbabile che una vigorosa resistenza a Sisach o a qualche altro invasore abbia portato alla sua totale demolizione.